# 云梦站
云梦站，位于中华人民共和国湖北省孝感市云梦县，是汉丹铁路上的火车站，建于1960年，由武汉铁路局汉西车务段管辖。

## 車站周邊
- 云梦县园林绿化管理局
- 中国邮政储蓄银行云梦支行
- 云梦县人民医院
- 中国银行城中分理处
- 云梦城隍庙
- 云梦县实验小学
- 云梦万维广场
- 天逸影城
- 中国建设银行城东分理处
- 中国邮政储蓄银行城中支行
- 苏宁易购云梦直营店
- 云梦梦珠大酒店
- 云梦金城假日大酒店
- 中国农业银行云梦支行
- 云梦玉丰国际大酒店
- 云梦县动物疫病控制中心
- 云梦县人民政府
- 云梦县中医院
- 中国工商银行云梦支行

## 歷史
- 建于1960年。

## 外部連結
- 中国铁路客户服务中心（页面存档备份，存于）